# Список міністрів закордонних справ Грузії

## Міністри закордонних справ Грузії
| #  | Міністр                            | Фото | Термін                         |
| -- | ---------------------------------- | ---- | ------------------------------ |
| 1  | Чхенкелі Акакій Іванович           |      | 1918                           |
| 2  | Гегечкорі Євген Петрович           |      | 1918–1921                      |
| 3  | Сванідзе Олександр Семенович       |      | 1921–1923                      |
| 4  | Кікнадзе Георгій Іванович          |      | 1944–1946                      |
| 5  | Кікнадзе Георгій Іванович          |      | 1946–1953                      |
| 6  | Гігошвілі Арчіл Олександрович      |      | 1953–1954                      |
| 7  | Кучава Митрофан Іонович            |      | 1954–1962                      |
| 8  | Гігошвілі Арчіл Олександрович      |      | 1962–1969                      |
| 9  | Чоговадзе Георгій Іраклійович      |      | 1969–1970                      |
| 10 | Пруїдзе Реваз Якович               |      | 1970–1970                      |
| 11 | Кікнадзе Шалва Давидович           |      | 1970 — 1979                    |
| 12 | Горделадзе Теймураз                |      | 1979 — 1981                    |
| 13 | Джавахішвілі Георгій Дмитрович     |      | 1985–1990                      |
| 14 | Хоштарія Георгій                   |      | 1990–1991                      |
| 15 | Оманідзе Мурман                    |      | 1991                           |
| 16 | Чікваїдзе Олександр Давидович      |      | 1992–1995                      |
| 17 | Менагарішвілі Іраклій Афіногенович |      | 1995–2003                      |
| 18 | Антадзе Мераб                      |      | 2003                           |
| 19 | Джапарідзе Тедо Зурабович          |      | 2003–2004                      |
| 20 | Зурабішвілі Саломе Леванівна       |      | 2004–2005                      |
| 21 | Бежуашвілі Гела Робертович         |      | 2005–2008                      |
| 22 | Бакрадзе Давид Шукрійович          |      | 2008                           |
| 23 | Грігол Вашадзе                     |      | 2008                           |
| 24 | Катерина Ткешелашвілі              |      | 2008                           |
| 25 | Грігол Вашадзе                     |      | 2008–2012                      |
| 26 | Майя Панджикідзе                   |      | з 2012                         |
| 27 | Тамара Беручашвілі                 |      | 2014–2015                      |
| 28 | Георгій Квірікашвілі               |      | 2015                           |
| 29 | Міхеіл Джанелідзе                  |      | 2015—2018                      |
| 30 | Давид Залкаліані                   |      | 21 червня 2018 — 4 квітня 2022 |
| 31 | Ілля Дарчіашвілі                   |      | з 4 квітня 2022                |